# Melanchra bimaculata
Melanchra bimaculata là một loài bướm đêm trong họ Noctuidae.